# Lothar Neumann (Fußballspieler)
Lothar Neumann (* 1. April 1930; † 17. September 2020 in Zeitz) war ein deutscher Fußballspieler, der 1959 und 1960 für die BSG Chemie Zeitz in der höchsten Spielklasse im DDR-Fußball, der DDR-Oberliga, aktiv war.

## Sportliche Laufbahn
Der 25-jährige Lothar Neumann gehörte zum Aufgebot der Betriebssportgemeinschaft (BSG) Chemie Zeitz, die zu den Mannschaften zählte, die 1950/51 in der ersten Saison der neu gegründeten zweitklassigen DDR-Liga antraten. Neumann spielte von Beginn an in der Stammelf der BSG Chemie, denn er bestritt 17 der 18 ausgetragenen Punktspiele, wobei er acht Tore erzielte. In der folgenden Saison gehörte er nicht zur Stamm-Mannschaft, da er nur in fünf Ligaspielen eingesetzt wurde, er kam auch nur einmal zum Torerfolg. In den Spielzeiten von 1952/53 bis 1958 (Kalenderjahrsaison) gehörte er dann wieder zur Kernmannschaft der Chemiker. Von den 154 in dieser Zeit ausgetragenen DDR-Liga-Spielen bestritt er 144 Begegnungen und avancierte mit seinen 56 Toren zu einem der torgefährlichsten Stürmern der BSG Chemie. Er war es auch, der 1958 in dem vorentscheidenden Spiel gegen Lokomotive Stendal per Hechtflug das 2:1-Siegtor schoss und damit den Aufstieg in die DDR-Oberliga perfekt machte. In seiner ersten Oberligasaison 1959, in der zum Mannschaftskapitän ernannt wurde, verpasste Neumann nur ein Punktspiel und kam auf sechs Tore. In der Spielzeit 1960 musste er sieben Punktspiele aussetzen, einschließlich einer zweiwöchigen Sperre. Er kam noch einmal auf vier Oberligatore, musste aber am Saisonende mit seiner Mannschaft wieder in die DDR-Liga absteigen. 1961 wurde der DDR-Fußball wieder auf den Sommer-Frühjahr-Spielrhythmus zurückgeführt und in der DDR-Liga mussten deshalb von März 1961 bis Juni 1962 39 Spiele ausgetragen werden. Im November 1961 wurde Neumann für 18 Monate zum Wehrdienst in der Nationalen Volksarmee einberufen. Erst zur Saison 1963/64 kehrte er zur BSG Chemie Zeitz zurück und bestritt dort 15 der 30 Punktspiele. Anschließend war er noch für zwei Spielzeiten für Zeitz in der DDR-Liga aktiv, in denen er nach wie vor regelmäßig eingesetzt wurde und auch als Torschütze in Erscheinung trat. Als er nach der Saison 1965/66 vom Leistungssport zurücktrat, hatte er in den Jahren von 1950 bis 1966 282 Meisterschaftsspiele in der Oberliga und DDR-Liga bestritten und 88 Tore erzielt. Als Übungsleiter blieb er der BSG Chemie Zeitz weiter für viele Jahre erhalten.